# Анна Петровна (дочь Екатерины II)
Великая княжна А́нна Петро́вна (9 (20) декабря 1757, Санкт-Петербург — 8 (19) марта 1759, Санкт-Петербург) — дочь великой княгини Екатерины Алексеевны (будущей Екатерины II). Умерла во младенчестве.

## Биография
Появилась на свет 9 (20) декабря 1757 года между 10 и 11 часами вечера в деревянном Зимнем дворце на Невском проспекте в Петербурге, где в это время проживала императорская фамилия. (Дата рождения «8 марта», указанная на надгробии — ошибочна).
Городу о рождении царственного младенца возвестил в 12-м часу ночи 101 пушечный выстрел с Петропавловской крепости. 12 декабря по повесткам мужские персоны первых пяти классов поздравляли великого князя с рождением дочери на половине их высочеств. 11-го числа о её рождении было дано знать в Цербст — бабушке по материнской линии — грамотами.

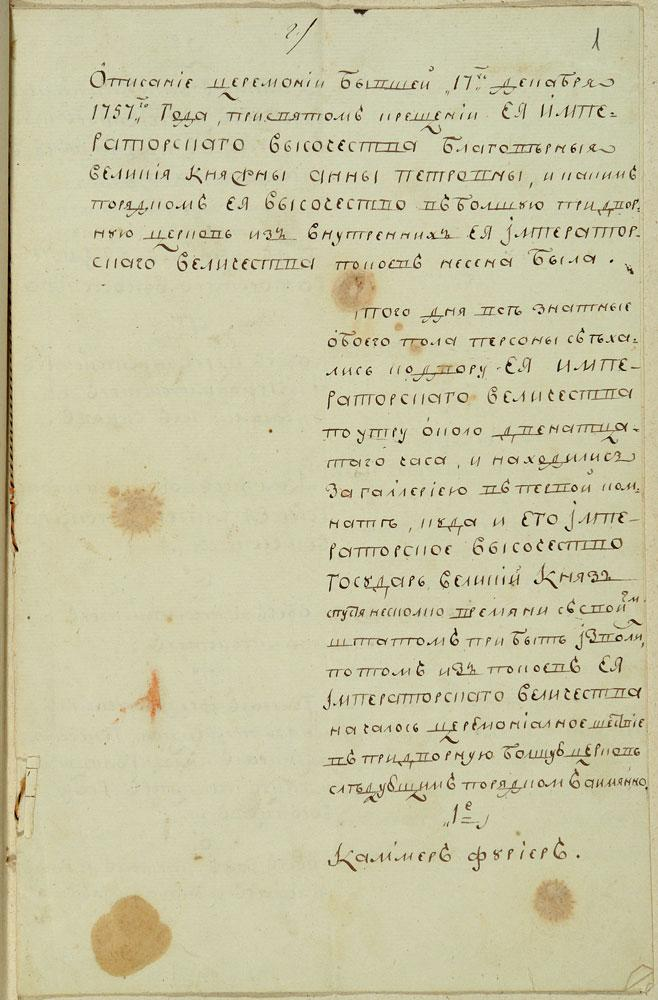
Описание крещения с датой 17 декабря 1757 года

Анна была признана как законная дочь супругом Екатерины, великим князем Петром Фёдоровичем (будущим Петром III), но двор сомневался в его отцовстве. «Сомнительную ситуацию, сложившуюся при дворе, характеризует то, что Церемониальной частью было принято решение сообщить иностранным послам об отмене их приезда на крещение. Причиной было названо то, что официального выхода императрицы не будет в связи с её недомоганием. Однако Елизавета Петровна, воспользовавшись боковыми дверями церкви, пришла на церемонию крещения, и стала восприемницей маленькой Анны и как гроссмейстер ордена Св. Екатерины возложила его знаки на девочку».
17 декабря девочка была крещена в Большой придворной церкви.
Имя ребёнку дали «Анна» в честь покойной бабушки по отцовской линии — цесаревны Анны Петровны (сестры императрицы Елизаветы). Имя было выбрано Елизаветой, которая не дала Екатерине назвать дочь в её честь «Елизаветой».
Екатерина в своих «Записках» пишет, что её муж «по этому случаю устроил у себя большое веселье, велел устроить то же и в Голштинии, и принимал все поздравления, которыя ему по этому случаю приносили, с изъявлениями удовольствия. На шестой день императрица была восприемницей этого ребёнка и принесла мне приказ кабинету выдать мне шестьдесят тысяч рублей. Она послала столько же великому князю, что не мало увеличило его удовольствие. После крестин начались празднества. Давались, как говорят, прекраснейшия, я не видала ни одного; я была в моей постели одна-одинёшенька и не было ни единой души со мной, кроме Владиславовен, потому что, как только я родила, не только императрица в этот раз, как и в прошлый, унесла ребёнка в свои покои, но также, под предлогом отдыха, который мне был нужен, меня оставили покинутой, как какую-то несчастную, и никто ни ногой не вступал в мою комнату и не осведомлялся и не велел осведомляться, как я себя чувствую. Как и в первый раз, я очень страдала от этой заброшенности». В дальнейшем мать долго не видела новорождённую и старшего сына Павла: «…их не вижу, и что с тех пор, как брала молитву, я ещё не видела моей младшей [дочери] и не могла их видеть без особого разрешения императрицы, в двух комнатах от которой они были помещены, так как их комнаты составляют часть ея покоев; что я отнюдь не сомневаюсь, что она очень о них заботится, но что, будучи лишённой удовольствия их видеть, мне безразлично быть в ста шагах или в ста верстах от них».
«По прошествии 6 недель, 20 января, великая княгиня Екатерина Алексеевна принимала „на постели“ поздравления от особ первых пяти классов и дипломатов».
Ломоносовым была написана Ода на день рождения Анны Петровны: «Ода Великой Государыне Императрице Елисавете Петровне на пресветлый и торжественный праздник рождения Ея Величества и для всерадостного рождения Государыни Великой Княжны Анны Петровны, поднесённая от императорской Академии наук декабря 18 дня 1757 года» (Отд. изд. СПб., 1757):

Красуйтесь, многие народы:

Господь умножил дом Петров.

Поля, леса, брега и воды!

Он жив, надежда и покров,

Он жив, во все страны взирает,

Свою Россию обновляет,

Полки, законы, корабли

Сам строит, правит и предводит,

Натуру духом превосходит

Герой в морях и на земли.(…)

О твердь небесного завета,

Великая Елисавета,

Екатерина, Павел, Петр,

О новая нам радость — Анна,

России свыше дарованна,

Божественных порода недр! (…)

Поднесена от имени Академического собрания по случаю рождения Анны. Ода, в которой были затронуты вопросы войны и мира, получила большой резонанс в связи с усиливавшейся Семилетней войной.

### Вопрос отцовства

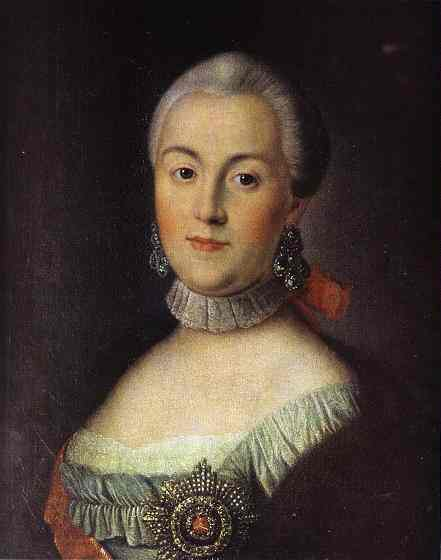
Екатерина II в 1750-е годы

Отцом девочки был, возможно, любовник Екатерины, будущий польский король Станислав Понятовский, который был с 1756 в Петербурге послом Саксонии и был выслан из столицы незадолго до родов.
Сама Екатерина II в своих записках пишет о реакции мужа на свою беременность Анной:

«Его Императорское Высочество сердился на мою беременность и вздумал сказать однажды у себя, в присутствии Льва Нарышкина и некоторых других: „Бог знает, откуда моя жена берет свою беременность, я не слишком-то знаю, мой ли это ребёнок и должен ли я его принять на свой счет“. Лев Нарышкин прибежал ко мне и передал мне эти слова прямо с пылу. Я, понятно, испугалась таких речей и сказала ему: „Вы все ветреники; потребуйте от него клятвы, что он не спал со своею женою и скажите, что если он даст эту клятву, то вы сообщите об этом Александру Шувалову, как великому инквизитору империи“. Лев Нарышкин пошел действительно к Его Императорскому Высочеству и потребовал у него этой клятвы, на что получил в ответ: „Убирайтесь к чорту и не говорите мне больше об этом“. Эти слова великого князя, сказанные так неосторожно, очень меня рассердили».— 
После Павла I и Анны Петровны у Екатерины был только один доказанный ребёнок — внебрачный сын от Орлова Алексей Бобринский; то, что Елизавета Тёмкина — её внебрачная дочь от Потёмкина, является лишь предположением. Подробнее см. Список мужчин Екатерины.

### Смерть
Анна Петровна, прожив немногим более года, скончалась «по краткой болезни» и была похоронена в усыпальнице Благовещенской церкви в Александро-Невской Лавре.
Дата смерти 8 (19) марта 1759 года, указанная на надгробии, подтверждается публикацией 9 (20) марта манифеста о её кончине, а также тем, что 10 (21) марта была образована комиссия по её погребению.

Божиею Милостию Мы Елисавет Первая, Императрица и Самодержица Всероссийская. и прочая, и прочая, и прочая.

Объявляем во всенародное известие.

Как Всевышний обрадовал Нас, и всю Нашу империю вожделенным рождением Внуки Нашей, Ея Императорскаго Высочества Великой Княжны Анны Петровны; и приращением Нашего Императорскаго дому, так по неиспытанным Его судьбам угодно было и посетить чувствительною печалию; ибо Ея Императорское Высочество по краткой болезни сего Марта 8 дня во втором часу по полудни от сея временныя жизни преставилась в вечное блаженство.

Подлинной по Высочайшей Ея Императорскаго Величества Конфирмации, подписан Правительствующим Сенатом.

Печатан в Санкт-Петербурге при Сенате. Марта 9 дня 1759 года.

## Награды
- При крещении 17 декабря 1757 года на великую княжну Анну Петровну был возложен Орден Святой Екатерины 1 степени[12].